# آرتاک تونیکیان
آرتاک آساطوری تونیکیان (ارمنی: Արտակ Ասատուրի Տոնիկյան؛ زاده ۸ فوریهٔ ۱۹۰۳ - درگذشته ۲۱ فوریهٔ ۱۹۸۸) موسیقی‌شناس اهل ارمنستان بود. وی بین سال‌های - تا - میلادی فعالیت می‌کرد.

## زندگی‌نامه
وی در ۸ فوریهٔ ۱۹۰۳ در تفلیس به دنیا آمد .  وی همچنین برنده جوایزی همچون چهره هنری شایسته ارمنستان شوروی (۱۹۴۵) شد. وی در ۲۱ فوریهٔ ۱۹۸۸ در سن ۸۵ سالگی در ایروان درگذشت.